# Marco Mario
Marco Mario fue un cuestor de la República romana en 76 a. C. y promagistrado bajo el gobierno en el exilio de Quinto Sertorio en Hispania. Mario fue enviado por Sertorio para que fuera un consejero y comandante militar de Mitrídates VI en la tercera guerra mitridática. Es nombrado como o, más probablemente, confundido con un Vario por Apiano.